# کوری هومن
 کوری هومن (انگلیسی: Korie Homan؛ زادهٔ ۱۶ ژوئن ۱۹۸۶) یک تنیس‌باز اهل هلند است. 